# Pietro Capocci
Pietro Capocci (* um 1200; † zwischen 19. und 21. Mai 1259) war ein italienischer Kardinal der römisch-katholischen Kirche im 13. Jahrhundert. Er stammte aus der römischen Adelsfamilie Capocci.

## Kirchlicher Werdegang

Kardinalwappen Capocci (modernes Schema)

Am 28. Mai 1244 wurde Capocci von Papst Innozenz IV. zum Kardinal mit der Titelkirche San Giorgio in Velabro erhoben. Auf dem Konzil von Lyon wurde er am 15. März 1247 zum päpstlichen Legaten für Deutschland ernannt und bekam den Auftrag, dort staufertreue Bischöfe zu einem Seitenwechsel zu bewegen. Dabei forcierte er zusammen mit den Erzbischöfen von Mainz und Köln am 3. Oktober 1247 in Worringen die Wahl des Grafen Wilhelm von Holland zum König als Gegenprätendent zu dem Staufer Konrad IV.
Im April 1249 wurde Capocci zum päpstlichen Rektor für das Patrimonium Petri, das Herzogtum Spoleto und die Mark Ancona, sowie zum Legaten für das Königreich Sizilien ernannt mit der Zielsetzung, dort die in Bedrängnis geratene päpstliche Position gegenüber Kaiser Friedrich II. zu stärken und gleichzeitig den Krieg gegen ihn in Sizilien zu führen. Im November 1249 gelang es ihm Civitanova zu einem Übertritt in das päpstliche Lager zu bewegen, das aber nur wenige Wochen später wieder zum Kaiser überging. Am 20. August 1250 erlitten die Truppen Capoccis bei Cingoli eine schwere Niederlage gegen ein kaiserliches Heer, worauf mehrere Städte im Herzogtum und der Mark auf die Seite des Kaisers übergingen. Die im Schwinden befindliche Position des Papstes in Italien konnte nur noch der Tod des Kaisers im Dezember 1250 retten.
Pietro Capocci starb zwischen dem 19. und 21. Mai 1259 und wurde in der von ihm gebauten Kapelle Santa Barbara in der Basilika Santa Maria Maggiore in Rom bestattet. Neben der Basilika ließ er per Testament das Hospital Sant’ Andrea de Piscinula bauen. Es wurde jedoch erst 1265 unter Papst Clemens IV. eröffnet und sollte von den Brüdern des Antonius-Hospitals in Vienne betrieben werden.
Noch zu seinen Lebzeiten hatte Papst Alexander IV. im Jahr 1256 den Bau der Kirche Santa Maria in Via angeordnet, die auf dem Standort von Capoccis Domizil in Rom errichtet wurde, nachdem er dort Zeuge eines Wunders wurde.
Aus einer Stiftung seines Testaments heraus wurde bei der Kirche Sant’Antonio Abate all’Esquilino ab 1266 ein Spital für am Antoniusfeuer leidende Menschen errichtet. Zu den im Testament genannten Familiaren gehörten auch Albert Behaim, Eberhard von Waldburg, seit 1248 Bischof von Konstanz, sowie die späteren Bischöfe von Straßburg, Walter von Geroldseck und Konrad von Lichtenberg.